# Palazzo Dodaro
Der Palazzo Dodaro ist ein Palast aus dem 18. Jahrhundert in Acri in der italienischen Region Kalabrien. Er liegt im Viertel Padia in der Via San Pietro,9. Das Gebäude ist unter den Immobilien von historisch-künstlerischem Interesse in der Provinz Cosenza aufgeführt und gilt als einer der repräsentativsten Paläste im Zentrum von Acri.

## Geschichte und Beschreibung
Der Palazzo Dodaro wurde in verschiedenen Phasen erbaut und ist das Resultat eines langsamen Zukaufs- und Anbauprozesses bereits existierender Wohngebäudekerne. Das erste Wohngebäude kaufte Domenico Francesco Dodaro († 1806 in Acri) am 7. Dezember 1788 und daran schlossen sich nach und nach viele weitere an, die vom oben genannten und seinen Nachkommen erworben wurden.
Der Palast wurde auch mit einem Vorgarten versehen und in der handgeschriebenen Familienchronik steht: „am 16. Dezember 1829 kaufte Giambattista Dodaro darüber hinaus von den Schwestern Romeo den Garten an der Straße vor dem Wohnhaus der Familie Dodaro, der mit Maulbeerbäumen bepflanzt und im Norden der Straße vom Calamobach begrenzt ist und von oben von der Dorfstraße, im Westen vom Garten der Concetta Dodaro und im Osten von weiteren Grundstücken, den dem Käufer ‚‘Dodaro‘‘ gehören.“
Das oben genannte Gebäude entstand in seiner Entwicklung aus zwei rechteckigen Gebäuden, die ursprünglich nicht miteinander verbunden waren, sondern durch einen kleinen Weg getrennt. Die Verbindung zwischen den beiden Gebäuden, die den Dodaros gehörten, ist dem königlichen Richter Don Giuseppe (1802–1878) zu verdanken, der die Baukörper verlängern ließ, bis der gesamte Weg verschwunden war, der sie bis dahin geteilt hatte. Der Palast sollte in den folgenden Jahren durch Kauf und Anbau weiterer benachbarter Häuser nochmals erweitert werden.
Das Gebäude in seiner Gesamtheit ist durch die Verbindung zweier Gebäude auf verschieden hoch gelegenen Grundstücken entstanden, von denen das größere aus einem Erdgeschoss an der Straße (wo sich die Läger und Keller befanden) und zwei Obergeschossen, die Wohnzwecken dienten, bestand. Einige Räume des Gebäudes sind darüber hinaus durch raffinierte Decken aus bemaltem Papier verschönert, die Ende des 19. und Anfang des 20. Jahrhunderts geschaffen wurden. Die Zimmer mit bildlichen Verzierungen befinden sich im zweiten Geschoss; es sind das Schlafzimmer des Hausherrn, das Studio und der Repräsentationssalon.
Das kleinere (und auch ältere) Gebäude des Komplexes befindet sich auf dem oberen Grundstück und besteht aus einem Tiefparterre und zwei weiteren Geschossen; im Tiefparterre befindet sich die Kapelle der Familie, in die man von außen über eine elegante Treppe weiter unten gelangt. Die Privatkapelle der Familie Dodaro, die Johannes dem Täufer geweiht ist, wurde 1660 in der Kirche Santa Lucia in Cuti (Rogliano) errichtet, wurde jedoch später, dem Umzug der Familie folgend, nach Acri versetzt. Die Versetzung der Kapelle von Rogliano nach Acri wurde mit päpstlichem Schreiben Sacra Congregatione Episcoporum et Regularium sub die 6 Martii 1857 gestattet, das die Nummer 13038 trägt. Mit einem apostolischen Brief von Papst Pius XII. vom 13. Oktober 1951 wurde der Altar der Dodarokapelle für immer privilegiert erklärt; die Kapelle war damals eine halböffentliche Gebetsstätte unter Leitung des Erzpriesters von Acri, Don Carlo Dodaro (1880–1964).
In den 1990er-Jahren wurde ein Ensemblesanierungsplan für das historische Zentrum von Acri vorgelegt, der die Restaurierung einiger Anwesen, darunter auch des Palazzo Dodaro, vorsah, in dem ein Museum, die Gemeindeteilbibliothek, sowie eine Zeitungsbibliothek, eine Videothek und ein Kino mit 80 Sitzplätzen, zusammen mit einer Kunstgalerie, errichtet werden sollte. Dieses Projekt wurde jedoch nie umgesetzt.